# Josephine Blatt
Pour les articles homonymes, voir Blatt.
Josephine Blatt (née Josephine Schauer ou Wohlford en 1865 ou 1869 et morte le 1er septembre 1923) est une artiste de cirque et femme forte américaine, principalement connue par son nom de scène de Minerva.

## Biographie
Son lieu, sa date et son nom de naissance sont incertains, différentes sources donnant 1865 ou 1969 ; Josephine Blatt déclare être née à Hambourg. Elle commence à s'entraîner jeune, et devient professeur de gymnastique et de sport à 15 ans. Elle rencontre ensuite l’homme fort Charles P. Blatt, son futur mari, avec qui elle se rend ou retourne aux États-Unis en 1887 pour se produire sur scène avec lui. Son nom de scène, Minerva, inspiré par la déesse romaine, est trouvé par Richard K. Fox, propriétaire de la National Police Gazette (en) qui relate les nouvelles du monde du spectacle et du sport.
Le 15 avril 1895, lors d’une représentation dans le New Jersey, elle soulève une plateforme portant 18 ou 23 hommes (pour une masse totale comprise entre 3000 lb (1364 kg) et 3564 lb (1620 kg) selon les sources),. Parmi ses autres prouesses, elle se met en scène brisant des fers à cheval ou attrapant au vol des boulets de canon ; elle propose aussi des défis au public, par voie de presse, consistant à soulever diverses charges de plusieurs façons.
Elle est également lutteuse ou catcheuse, considérée en tant que telle comme la première championne américaine. Minerva défend ce titre de façon plus ou moins clandestine, affrontant d’autres femmes, mais aussi des hommes, tant qu’ils sont amateurs et que la différence de poids entre les deux compétiteurs est de moins de 20 lb (9 kg). Elle finit par le céder à Alice Williams avant 1901.
Durant sa carrière, Blatt se produit aux États-Unis, notamment avec le cirque Barnum, au Mexique et en Europe où elle se confronte à Miss Athléta à Londres. Elle prend sa retraite en 1910, au moment où la notoriété de Katie Sandwina décolle, et se consacre à l’investissement immobilier.